# 平井経治
平井 経治（ひらい つねはる、生没年不詳）は、戦国時代から安土桃山時代の武将。肥前国の豪族平井氏の当主。官位は治部大輔、権大夫。『北肥戦誌（九州治乱記）』では経治を「当代無双の勇将」と評している。

## 生涯
肥前平井氏は武藤氏の支流で、肥前有馬氏の有馬晴純はその当主である経治に娘を娶せて婿とし、杵島郡の数千町を与えてその境を守らせていた。天文10年（1541年）、このとき多久宗時が少弐冬尚から有馬晴純へ寝返ったのであるが、これに気を良くした晴純が千葉喜胤、更に少弐氏・龍造寺氏を攻め滅ぼそうと派兵した際に、経治はその先陣を務めている（但しこのときは、東西に分裂していた千葉氏が協調体制を布いたため、戦乱前に有馬勢が退いている）。
永禄5年（1562年）大友氏が有馬氏へ、先年に龍造寺隆信により滅ぼされた少弐氏を再興するための協力を打診する。有馬晴純は承諾し隆信討伐の軍を起こしたが、龍造寺勢に迎え撃たれたばかりか逆に隆信が攻め込んできたため、有馬勢は経治と塚崎城の後藤貴明に助勢を請うている。またこのとき、龍造寺勢に居城を落とされた多久宗利が経治を頼っているが、隆信は今度は経治を攻めるべく納富信景・鍋島信昌（後の鍋島直茂）に2,000の兵を与えて進軍させた。経治は居城の須古城（高城、高岳城とも）より出陣してこれを迎え討ち、散々に打ち負かした上に追い打ちを掛けている。翌永禄6年（1563年）8月、後藤貴明が経治の領地へ進軍してきた際も、経治はこれを返り討ちにした。
しかし、翌永禄7年（1564年）2月、龍造寺隆信が経治への再戦を挑んで進軍してきた際は、迎え撃つも押されて城へ退却せざるを得なくなった。但し、須古城は堅城であり、城攻めの難儀を悟った隆信が和睦を打診、経治もこれに応じると、経治の弟の平井直秀に隆信の養女（龍造寺信純の娘）を娶せ、須古城の大溝や土手を崩すことを約束して和睦が成立した。
天正2年（1574年）、隆信は経治が尚も異心を抱いているとして、7月に経治討伐に動いた。経治は弟の直秀と共に打って出て数日凌いだが、徐々に押され須古城へと退散する。鍋島信昌は堅城である須古城を落とすべく、直秀を説き伏せて平井家臣の殆どを龍造寺方に寝返らせる。やむなく経治は藤津郡の吉田へと落ち延びたが、10月になるとすぐさま叔父の新宗吟と共に直秀を攻め滅ぼして、須古城への復帰を果たした。これを聞いた隆信は、翌月には経治討伐の軍を出す。合戦は一月余り続いたが経治は敗れ、須古城も落城した。
軍記物である『肥陽軍記』は、このとき経治は切腹して果てたとも、城を落ち延びる際に流れ矢に当たって死んだともしているが、『九州治乱記』ではこれを全て誤りとした上で、経治は切腹しようとしたが家臣に止められ、城を落ち延びると後藤貴明を頼り、その二年後に上ノ城（上戸城とも）に入ったとしている。但し、以後の消息は詳らかに無い。